# أحمد داش
أحمد داش (من مواليد 15 أكتوبر 2000) هو ممثل شاب مصري. بدأ بالتمثيل في الإعلانات عن طريق الفنانة مريم أبو عوف، ثم لمع نجمه ببطولته لفيلم لا مؤاخذة.

## أعماله الفنية

### الأفلام
- 2014: لا مؤاخذة بدور هاني عبد الله بيتر سوسة
- 2016: اشتباك بدور فارس
- 2017: فوتوكوبي بدور عبد العزيز
- 2019: كازابلانكا بدور زكريا[3]
- 2021: المحكمة
- 2021: أبو صدام بدور حسن
- 2023: هارلي

### المسلسلات
- 2014: إمبراطورية مين بدور عمر
- 2015: سرايا عابدين 2 بدور إبراهيم إسماعيل
- 2016: سقوط حر بدور آدم
- 2017: حكايات بنات ج3
- 2017: سابع جار بدور عبد الرحمن
- 2017: الطوفان بدور كريم
- 2018: طايع بدور فواز
- 2020: ما وراء الطبيعة بدور رضا إسماعيل (مراهقا)
- 2020: الحرامي بدور كمال
- 2020: البرنس بدور عادل
- 2021: نسل الأغراب بدور سليم الغريب
- 2021: الحرامي 2 بدور كمال
- 2021: الاختيار 2 بدور إبراهيم الخطيب
- 2022: فارس القمر "Moon Knight" ظهور بسيط
- 2022: مين قال؟! بدور شريف
- 2023: جعفر العمدة بدور سيف
- 2023: الصندوق بدور ياسين
- 2024: مسار إجباري بدور حسين

## وصلات خارجية
- أحمد داش على موقع IMDb (الإنجليزية)
- أحمد داش على موقع الدهليز
- أحمد داش على موقع قاعدة بيانات الأفلام العربية
- أحمد داش على موقع قاعدة بيانات الفيلم (الإنجليزية)